# 張韶涵
張韶涵（英語：Angela Chang，1982年1月19日—），加拿大籍臺裔女歌手、演員。出生於桃園市中壢區，12歲隨家人移民加拿大。1999年在加拿大參加歌唱比賽《中廣流行之星》奪得冠軍，之後返台發展。2002年出演偶像劇《MVP情人》擔任女主角，開始在演藝圈嶄露頭角。2004年1月6日發行首張專輯《Over The Rainbow》，正式以歌手的身分出道。曾分別二度入圍金曲獎最佳國語女歌手及金鐘獎最佳戲劇節目女主角。

## 生平

### 早年生活與比賽出道
張韶涵出生於桃園縣中壢市，並在當地度過大部分童年時光。她是家中長女，有一個妹妹和弟弟。家境並不寬裕，主要靠母親經營一家黑鬍子牛排館維持家計，她和妹妹也從小下課後就去店裡幫忙。國小四年級時曾移民新加坡，後再次回到中壢，然而在她12歲時，母親因遭人陷害，積蓄一夕成空，全家只能變賣房產，並在爺爺的資助下，用僅存的一點財力移民加拿大溫哥華，離開傷心地希望能從頭來過。
1994年，12歲的張韶涵來到加拿大後，因為父親罹患心臟病無法工作，加上家中還有一名小她九歲的弟弟需要照顧，於是開始半工半讀。
1997年，15歲的張韶涵開始報名參加各式各樣的歌唱比賽，並開始不斷自我訓練，包括練唱、姿態，以及跑步訓練肺活量，這自主訓練整整持續了三年。她首場比賽選唱張雨生的《沒有煙抽的日子》失利後，決定繼續挑戰同樣的歌曲，直到成功為止，因此在接下來的所有比賽，她就只唱這一首歌。
1999年，17歲的張韶涵在經歷二十幾場失敗後，她終於得到「加拿大中廣流行之星」華人組的冠軍。此時，她比賽的錄影帶被音樂製作人林隆璇看到，他發現她聲音中的未來性，並提議她回台灣發展。然而這對張韶涵而言並不是個簡單的決定，因為等同於和過去六年辛苦移民加拿大的人生告別，不過最終張韶涵還是決定和母親回到台灣尋找機會。
回到台灣後，張韶涵在林隆璇的介紹下四處拜訪唱片公司尋求機會，然而過程並不順利，她不斷被唱片公司拒絕。她回憶，這段期間她和母親最常做的事，就是在西門町街頭遊蕩，等著電話響起。2000年，已在台灣苦尋機會一年多的她，在與福茂唱片的張耕宇總經理面談後，她終於簽下合約，成為福茂唱片的旗下藝人。但她並沒很快得到工作機會，而是等待了兩年。

### 以戲劇出道走紅
2002年7月，張韶涵在公司的安排下，先從戲劇方面著手，電視劇《MVP情人》的導演只看了張韶涵的試鏡VCR三秒鐘，就確定由她擔任第一女主角，因此張韶涵是以演員的身分進入演藝圈。
2003年5月，張韶涵出演電視劇《海豚灣戀人》，再度擔任第一女主角，飾演一名出身貧窮但努力奮鬥，最終成為歌手的女孩。她於劇中親自演唱《Journey》以及《遺失的美好》，讓觀眾初次體驗到張韶涵的歌聲。就此，《遺失的美好》成為她的成名曲，也成為她進軍歌壇的一大契機，而《海豚灣戀人》的收視佳績也讓她站穩一線電視偶像劇女主角的地位。

### 發片與大紅大紫
2004年1月6日，張韶涵發行首張專輯《Over The Rainbow》，如願以歌手身分出道。代表作包括成名曲《遺失的美好》、《寓言》等。2月，於Hito流行音樂獎頒獎典禮中獲頒年度票選最受歡迎女新人獎。同年12月1日，張韶涵發行第二張專輯《歐若拉》，預購即破五十萬，總銷售量破百萬張。代表作包括《歐若拉》、《手心的太陽》、《快樂崇拜》等。2005年5月，張韶涵以《歐若拉》入圍第16屆金曲獎最佳國語女演唱人獎。8月，張韶涵受邀參加韓國SBS電視台《Kim Yoon A's Music wave》的演出，由此成為第一位踏上SBS音樂節目舞台的華人歌手。
2006年1月，張韶涵發行第三張專輯《潘朵拉》，以奇幻童趣為元素，展現不同於以往的音樂風格，並首次嘗試舞蹈。其中，《隱形的翅膀》成為張韶涵至今最具傳唱度的代表作，並被先後翻拍同名電影、同名電視劇、翻唱英文版，甚至成為中國大陸高考作文題目；而專輯的另一首歌曲《口袋的天空》亦納入日本教材，被收錄於日本日中通信社出版的書籍《通過唱歌記住中國話》中。2月，張韶涵出演電視劇《愛殺17》，擔任女主角，並首度挑戰一人分飾兩角（三個人格）。此劇題材恐怖懸疑，於該時期台灣影視圈之先驅。同時以新專輯中的《隱形的翅膀》與《口袋的天空》作為主題曲。同年，張韶涵以此劇入圍第41屆金鐘獎戲劇節目最佳女主角獎。4月，張韶涵的歌曲《香水百合》被日本的公共廣播電視台NHK評選成為該年度《NHK中國語會話》節目主題曲，從四月起一整年透過電視台節目在日本播放。8月11日，張韶涵生涯首場世界巡迴演唱會《百變張韶涵世界巡迴演唱會》於上海揭開序幕。
2007年1月，張韶涵推出第四張專輯《夢裡花》，專輯風格帶有古典的味道，同時因不停嘗試多種造型，也讓她贏得了「亞洲百變天后」的封號。2月17日，受邀中國大陸央視春晚，演唱歌曲隱形的翅膀。3月31日，《百變張韶涵世界巡迴演唱會》最終場於台北小巨蛋舉行。6月，張韶涵以《潘朵拉》入圍第18屆金曲獎最佳國語女歌手獎，同時也入圍馬來西亞當地華語樂壇權威性大獎2006“娛協獎”“國際組”20強。8月3日，發行巡演DVD《百變張韶涵2007世界巡迴演唱會-臺北場》。9月，張韶涵出演電視劇《公主小妹》，擔任女主角。並以本作入圍第43屆金鐘獎戲劇節目最佳女主角獎。12月14日，張韶涵發行第五張音樂專輯《Ang 5.0》，邀請多位知名音樂創作人共同打造此張專輯，包含周杰倫、方文山、蔡健雅、韋禮安。
2008年6月7日，張韶涵受邀參與2008年夏季奧林匹克運動會火炬接力，成為昆明站第62號奧運火炬手，也是唯一一位來自台灣的火炬手。

### 人生與事業低潮
2009年9月初，在即將推出第六張專輯《第5季》的前夕，張韶涵的母親向周刊爆料張韶涵棄養以及吸毒等嚴厲指控，不分新聞台不分時段轉播，甚至於電視節目討論。而張韶涵則出面回應否認棄養，表示過去賺的錢都直接匯入母親帳戶，在2008年出國養病期間母親並未前往照顧，回國後發現母親已搬離，積蓄也被帶走。之後，張韶涵親自出面召開記者會，出示結果為陰性的尿檢報告，證實並未吸毒，強忍淚水表示之前的指控都不是事實。9月25日推出的新專輯《第5季》，挑戰了以前未嘗試過的中低音域，並維持以往的百變造型，卻因家庭醜聞而取消發片記者會與大量通告。張韶涵於多年後回顧此事時表示，當時家門外都是狗仔，長達一個月都無法出門，僅能靠僅存的親友接濟度日。家醜事件更使得張韶涵無論聲勢、人氣與專輯銷量都受到嚴重影響。
2010年5月1日，擔任2010年上海世界博覽會代言人，演唱世博會吉祥物動畫片《海寶來了》主題曲和世博主題秀“城市之窗”同名主題曲《城市之窗》。5月15日，第二輪世界巡迴演唱會揭開序幕，命名為《潘朵拉星球世界巡迴演唱會》，在北京、上海、廣州以及香港等多地開唱。9月8日，發行演唱會寫真書，名為《潘朵拉星球演唱會寫真紀實》。9月22日，受邀參加“2010年中央電視台中秋晚會”，演唱歌曲《看得最遠的地方》。10月31日，出席上海世界博覽會閉幕式，演唱歌曲《為明天》。
2011年1月19日生日當天，張韶涵父母、舅舅與外婆帶著記者前往國軍桃園總醫院外探望正在龍潭服役的張弟，希望能藉此聯絡張韶涵，弟弟擔心父母找麻煩因此請友人陪同，不料雙方發生口角與肢體衝突鬧上警局。事後，張韶涵友人爆料張韶涵從小在家暴陰影下長大，父母要求女兒買房並每月支付新台幣100萬元等，張舅及遠房親戚則call in至電視節目指控，但言談內容說詞反覆，令社會大眾懷疑其可信度，輿論漸漸轉向為同情張韶涵。而張母控告張韶涵教唆傷人，檢方也宣布不起訴。1月21日，發行遠赴西班牙拍攝的個人寫真書《美麗的游離》，共有限量黑白版與一般版。2月18日，發布《傷日快樂》單曲，搭配偶像劇《幸福最晴天》片尾曲。11月，張韶涵宣布與福茂唱片長達十年的合約終止，但福茂唱片認定合約未到期，與青田音樂向張韶涵求償。但張韶涵反駁表示，她與青田公司約定5年內錄製10張專輯，卻平均約1年7月才發行1張，明顯違反唱片市場慣例，且青田公司未經她同意，擅自將演藝工作委託光合作用公司，再由光合作用公司轉給福茂公司，她有權解約。

### 重新出發再創佳績
2012年2月，張韶涵成立個人經紀公司天涵音樂，以妹妹為負責人。5月，於電影《影子愛人》中演出美惠子一角。7月，張韶涵加盟美妙音樂，單曲《That girl》也隨之在影片分享網站Youtube上曝光，短短五天點閱率就破百萬次。本次為她首次擔任音樂總監，嘗試從未嘗試過的電音舞曲，並參與幕後工作。10月12日，個人第七張音樂專輯《有形的翅膀》正式發行。。專輯中許多歌曲仍大受歡迎，例如《最近好嗎》、《淋雨一直走》、《有形的翅膀》，其中，第二主打歌《淋雨一直走》成為代表作。
2013年1月19日生日當天，成立個人女鞋品牌Temptation Styles，親自擔任設計師，一圓自身除了歌手以外的第二個夢想。藝人恬妞、吳青峰、安心亞、關穎、名媛楊欣等人為其站台。其中，恬妞為張韶涵出道前在加拿大溫哥華參加歌唱比賽時的評審。7月，參加江蘇衛視歌唱節目《全能星戰》。12月，張韶涵在自己剛成立的Facebook專頁上，宣布將展開A8計畫，A是張韶涵的英文名Angela，8是她第8張專輯。
2014年3月7日，推出第八張錄音室音樂專輯《張韶涵》。4月14日，張韶涵在北京出席驚悚電影《碟仙詭譚2》開鏡記者會（該片於同年6月殺青，後於2017年上映）。5月，張韶涵與前東家福茂唱片及青田音樂的合約糾紛一審判決出爐，台北地院認為張韶涵有權主動解約，僅需要歸還2011年青田付給她的4萬元酬勞，全案仍可上訴。5月27日，張韶涵與認識十多年的好姊妹Twins成員鍾欣潼（阿嬌）合唱《完整爱》并拍摄MV及同名微电影，收錄於鍾欣潼2014年同名EP，登上QQ音樂巔峰榜流行指數No.2、iTunes國語流行單曲榜No.3。
2015年1月，歌曲《淋雨一直走》獲選由衛福部舉辦票選「十大勵志療癒歌曲」。8月25日，在上海黃浦江「翡翠公主號」遊輪上，舉行《純粹》世界巡迴演唱會媒體發布會，開啟第三輪個人巡演，巡演的城市包括：成都、上海、廣州、香港、長沙、新加坡、武漢、台北、南京、北京以及澳門共11個地點。10月31日，開始生涯第三次世界巡迴演唱會《純粹世界巡迴演唱會》，首站於成都開始，第一階段共9場。11月22日，參加東方衛視播出的《隱藏的歌手》。
2016年1月20日，於湖南衛視播出的《尋找愛的冒險》首次嘗試古裝扮相，特別出演夏以柔一角，並演唱片尾曲《把你信仰》。6月18日，於湖南衛視播出的《我想和你唱》演唱《歐若拉》。2016年9月28日於新加坡拍攝《NÜYOU女友雜誌》。7月6日，加盟海蝶音樂，公布第九張個人音樂專輯《全面淪陷》中的首波主打《再見之前》，並擔任此MV導演，成為其MV導演處女作，《再見之前》MV短短兩天YouTube突破百萬點擊率。7月9日，許久沒有回到家乡台灣公開演出的張韶涵，亮相花蓮戀夏嘉年華，擔任壓軸演出。7月21日，張韶涵發行生涯第九張個人音樂專輯《全面淪陷》，由海蝶音樂發行，並於專輯中首次擔任專輯製作人，7月23日於台北小巨蛋舉行《純粹世界巡迴演唱會》台北場，並於隔日在西門町舉行新專輯《全面淪陷》簽唱會。12月31日，純粹於青島場舉行，為生涯首場跨年個人演唱會。
2017年3月10日，生涯第二部主演電影《碟仙詭譚2》於中國大陸上映。7月2日，參加在北京工人體育場舉辦的「ofo輕睞演唱會」，8月，張韶涵與前東家福茂唱片及青田音樂的合約糾紛二審判決出爐，依舊認為張韶涵有權主動解約，並駁回青田音樂的上訴，但需要再歸還福茂唱片新台幣63萬元的造型費，全案仍可上訴。9月3日與10日參加江蘇衛視《蒙面唱将猜猜猜》第二季節目，9月9日，參加時尚芭莎慈善夜。9月23日，相隔一年的《純粹世界巡迴演唱會》第二階段「純粹REMIX」展開，11月5日參加江蘇衛視《不凡的改變》。

### 翻紅後再創高峰
2018年1月，以首發歌手身分加入湖南衛視《歌手2018》，並擔任主持人一職，張韶涵在第二期節目中以一曲《阿刁》不僅獲得現場觀眾投票第二名的成績，單曲發行後更在QQ音樂平台達到2.1億次的點播量（截至2018年3月為止），也成為YOUTUBE臺灣2018年熱門影片第五名。經過多輪淘汰後，雖在總決賽第一輪止步，但節目使其迎來事業的第二春。她並於同年錄製《快樂大本營》。4月21日，參加浙江衛視的節目《異口同聲》。5月27日，張韶涵沉寂多年的家庭糾紛再度浮上檯面，父親與舅舅主動出面接受媒體採訪，再度向張韶涵索取金錢，更揚言要毀其事業，但此事已無法對張韶涵造成明顯負面影響。6月9日，於芒果TV《我是大偵探》擔任神秘嘉賓。6月15日，於浙江衛視《奔跑吧》節目中擔任嘉賓，6月16日，參加節目《我是大偵探》，而張韶涵也宣布展開第四次世界巡迴演唱會《旅程世界巡迴演唱會》，此次巡演橫跨三大洲（亞洲、北美洲、大洋洲），這也是張韶涵首度到西方國家舉辦個人演唱會，分別在北美洲的加拿大以及大洋洲的澳洲開唱，票房也創下佳績。
2019年3月29日參加湖南衛視《聲臨其境2》節目，與竇驍演繹《媽媽咪呀！》、《里約大冒險2》與《美女與野獸》片段。9月6日發布將收錄於個人第十張音樂專輯《？》中的首波單曲《引路的風箏》。10月13日，生涯第五次個人巡迴演唱會《寓言世界巡迴演唱會》於成都揭開序幕。10月22日參加騰訊節目《知遇之城》。12月22日起連續三週日參加東方衛視《我們的歌》，與蔣一僑、周華健、肖戰等歌手合作，演唱《看得最遠的地方》、《花心》、《Faded》＋《Titanium》、《吶喊》。12月22日參加江蘇衛視《蒙面唱將猜猜猜》第四季節目年度盛典，並演唱《Dear Friend》、《引路的風箏》。12月31日張韶涵同時在北京衛視和江蘇衛視兩台參加跨年節目（部分畫面為預錄）。
2020年2月，以常駐音樂合夥人身分加入浙江衛視《天賜的聲音》，共獲得三次金曲推薦，翻唱曲目分別為《光之翼》、《白蘭鴿巡遊記》、《眼色》。
2021年1月，以常駐音樂合夥人身分加入浙江衛視《天賜的聲音第二季》。
2021年2月11日，参加2021年中央广播电视总台春节联欢晚会，演唱歌曲《明天会更好》。
2022年12月31日，参加江苏卫视2023跨年演唱会，演唱歌曲《破茧》、《引路的风筝》、《山歌好比春江水》。
2024年展開第六次巡迴演唱會《張韶涵世界巡迴演唱會》。
2025年發行第十一張專輯《與世之爭》，同年展開第七次巡迴演唱會《張韶涵覓光世界巡迴演唱會》。

## 音樂作品

### 錄音室專輯
| - 《Over The Rainbow》（2004年1月6日） - 《歐若拉》（2004年12月1日） - 《潘朵拉》（2006年1月6日） - 《夢裡花》（2007年1月12日） - 《Ang 5.0》（2007年12月14日） - 《第5季》（2009年9月25日） | - 《有形的翅膀》（2012年10月12日） - 《張韶涵》（2014年3月7日） - 《全面淪陷》（2016年7月21日） - 《？》（2019年12月18日） - 《與世之爭》（2025年） |  |

### 現場專輯
- 《百變張韶涵2007世界巡迴演唱會-臺北場》[52]（2007年8月3日）
- 《TME live 張韶涵“Undefined未定義”線上音樂會 (Live)》[53]（2020年8月2日）

### 單曲
| - 《娃娃》（2004年12月1日） - 《愛》（2005年1月） - 《藍眼睛》（2007年4月4日） - 《控制不了》（2007年8月3日） - 《絕不》（2007年8月4日） - 《微笑的起點》（2008年6月3日） - 《讓每天都是聖誕節》（2010年） - 《海寶來了》（2010年3月） - 《城市之窗》（2010年5月） - 《瞬間移動》（2010年8月） - 《傷日快樂》（2011年2月） - 《誰的烏托邦》（2011年4月） - 《看見愛》（2016年9月1日） - 《傳世之愛》（2017年11月） - 《剩下了自己》（2018年1月） | - 《沒離開過》（2018年1月） - 《如河》（2018年9月） - 《三萬年之前》（2019年1月） - 《天分》（2019年1月） - 《奇妙相遇》（2019年9月） - 《紅紅的太陽》（2020年1月） - 《破繭》（2020年5月） - 《重啟》（2020年7月） - 《決鬥場見》（2020年7月） - 《夢裡人間》（2020年10月） - 《月半愛麗絲》（2020年10月） - 《光芒》（2020年10月） - 《絕戀》（2021年2月） - 《一戰成神》（2021年3月） - 《相擁各自不完美》（2021年7月） - 《魔鏡裡的童話》（2021年12月） - 《飛火》（2022年4月） - 《篇章》（2022年5月） - 《空之要塞》（2022年10月） - 《獸》（2023年9月） - 《衝破》（2022年7月） - 《暮色回響》（2024年7月） - 《無名的人》（2024年12月） |  |

### 合輯
- 《一比一》（2005年6月5日）
- 《我不想忘記你》（2007年6月29日）
- 《她說》（2010年12月8日）
- 《完整愛》（2014年5月27日）

### 電視/電影原聲帶
- 《海豚灣戀人》（2003年）
- 《非常完美》（2009年9月11日）
- 《幸福最晴天》（2011年2月13日）
- 《烏托邦辦公室》（2011年）

## 巡迴演唱會
| 舉辦時間      | 巡迴演唱會名稱           |
| ------------- | ------------------------ |
| 2006年—2008年 | 百變世界巡迴演唱會       |
| 2010年        | 潘朵拉星球世界巡迴演唱會 |
| 2015年—2018年 | 純粹世界巡迴演唱會       |
| 2018年—2019年 | 旅程世界巡迴演唱會       |
| 2019年—2024年 | 寓言世界巡迴演唱會       |
| 2024年—2025年 | 張韶涵世界巡迴演唱會     |
| 2025年—2026年 | 张韶涵觅光世界巡迴演唱會 |

## 演出作品

### 電視劇
| 年份   | 首播日期 | 播出頻道         | 劇名             | 角色                       | 性質     | 備註                                                              |
| ------ | -------- | ---------------- | ---------------- | -------------------------- | -------- | ----------------------------------------------------------------- |
| 2002年 | 7月21日  | 華視、三立都會台 | 《MVP情人》      | 田羽希                     | 女主角   | 出道作品                                                          |
| 2003年 | 5月18日  | 華視、三立都會台 | 《海豚灣戀人》   | 易天邊                     | 女主角   | 唱主題曲《遺失的美好》、《Journey》                               |
| 2004年 | 9月5日   | 華視、三立都會台 | 《天國的嫁衣》   | 張韶涵                     | 客串     | 客串第19集                                                        |
| 2005年 | 7月3日   | 華視             | 《海豚愛上貓》   | 英子                       | 客串     |                                                                   |
| 2006年 | 2月19日  | 中視、八大綜合台 | 《愛殺17》       | 徐宜真／徐宜靜／A-cat      | 女主角   | - 一人分飾兩個角色（三個人格） - 入圍第41屆金鐘獎戲劇節目女主角獎 |
| 2006年 | 8月7日   | 湖南衛視         | 《烽火孤兒》     | 邵韓                       | 客串     | 客串第2、3集                                                      |
| 2007年 | 9月16日  | 中視、八大綜合台 | 《公主小妹》     | 麥秋穗（皇甫珊）／穗蓉夫人 | 女主角   | 入圍第43屆金鐘獎戲劇節目女主角獎                                  |
| 2016年 | 1月20日  | 湖南衛視         | 《尋找愛的冒險》 | 夏以柔                     | 特別主演 | 首次以古裝扮相演出                                                |

### 電影
| 年份   | 導演   | 中文片名                    | 飾演   | 性質     | 合作演員                       |
| ------ | ------ | --------------------------- | ------ | -------- | ------------------------------ |
| 2005年 | 阿甘   | 《短信一月追》              | 雪薇   | 主演     | 古巨基                         |
| 2011年 | 陳駿霖 | 《10+10 (256巷14號5樓之1)》 | 妻子   | 單元主角 | 張孝全                         |
| 2012年 | 潘源良 | 《影子愛人》                | 美惠子 | 重要演員 | 權相宇、張柏芝、丁春誠、井柏然 |
| 2017年 | 雷宇揚 | 《碟仙詭譚2》               | 喬巧   | 女主角   | 方力申、惠英紅、雷宇揚         |

### 電影配音
| 年份   | 中文片名         | 角色   | 性質   | 備註 |
| ------ | ---------------- | ------ | ------ | ---- |
| 2004年 | 史力加2          | 費歐娜 | 女主角 |      |
| 2007年 | 史力加3          | 費歐娜 | 女主角 |      |
| 2010年 | 史力加萬歲萬萬歲 | 費歐娜 | 女主角 |      |

### 微電影
| 年份   | 導演   | 中文片名   | 飾演     | 合作演員                   |
| ------ | ------ | ---------- | -------- | -------------------------- |
| 2003年 |        | Love Story | 張韶涵   | 許紹洋                     |
| 2004年 |        | 誓願玫瑰   | 小雨     | 顏行書、林可唯             |
| 2011年 | 徐佩侃 | 把樂帶回家 | 攝影師   | 楊冪、古天樂、張國立、周迅 |
| 2012年 |        | 病·情      | 失明女孩 | 井柏然                     |
| 2014年 | 陳映之 | 完整愛     | Angela   | 鍾欣潼、周湯豪、羅力威     |

### 音樂錄影帶
| 年份   | 歌名              | 收錄專輯        | 歌手 | 備註                    |
| ------ | ----------------- | --------------- | ---- | ----------------------- |
| 2002年 | Without Your Love | 《First Album》 | 5566 | 《MVP情人》太子篇大結局 |

## 出版作品

### 書籍著作
| 年份   | 書名                                 | 版本               |
| ------ | ------------------------------------ | ------------------ |
| 2004年 | 奇蹟之安琪拉：（張韶涵之偶像夢工廠） |                    |
| 2010年 | 潘朵拉星球演唱會寫真紀實             | 精裝限量版、平裝版 |
| 2011年 | 美麗的游離                           | 限量黑白版、一般版 |

## 主持作品

### 電視節目
| 年份   | 頻道       | 節目名稱       | 備註           |
| ------ | ---------- | -------------- | -------------- |
|        | 三立都會台 | 《中國那麼大》 | 新疆篇外景主持 |
|        | 八大綜合台 | 《娛樂百分百》 | 代班主持       |
|        | 三立電視台 | 《完全娛樂》   | 代班主持       |
| 2018年 | 湖南衛視   | 《歌手2018》   | 主持           |

## 《歌手2018》
2018年1月，加盟湖南衛視《歌手2018》、為首發歌手，於4月13號未能晉級總決賽第二輪。
| 歌手2018 張韶涵競演排名 |                  |          |                          |                          |                                                                                        |                    |                    |                    | |
| 期數                    | 輪數             | 播出日期 | 演唱歌曲                 | 原唱                     | 歌曲介紹                                                                               | 排名               | 得票率             | 出場序             | 備註 |
| 1                       | 第一輪排位賽     | 1月12號  | 《夢裡花》               | 張韶涵                   | 詞：吳易緯 曲：小王子、花 輪 編曲：曲世聰                                              | 5                  | 12.31%             | 3                  | — |
| 2                       | 第一輪淘汰賽     | 1月19號  | 《阿刁》                 | 趙 雷                    | 詞／曲：趙 雷 Rap填詞：嚴藝丹 編曲：孔德岳、龍 隆                                      | 2                  | 17.20%             | 4                  | 個人最高排名同得票率 預投票第1名 兩場總成績第2名                                                                     |
| 3                       | 第一輪踢館賽     | 1月26號  | 《全世界失眠》           | 陳奕迅                   | 詞：林 夕 曲：陳 偉 編曲：梁翹柏、達日丹                                               | 6                  | 9.53%              | 5                  | — |
| 4                       | 第二輪排位賽     | 2月2號   | 《Bésame Despacito》組曲 | 《Bésame Despacito》組曲 | 編曲：龍 隆                                                                            | 3                  | 14.89%             | 5                  | — |
| 4                       | 第二輪排位賽     | 2月2號   | 《Bésame Mucho》         | Emilio Tuero             | 詞／曲：Consuelo Velázquez                                                             | 3                  | 14.89%             | 5                  | — |
| 4                       | 第二輪排位賽     | 2月2號   | 《Despacito》            | Luis Fonsi、Daddy Yankee | 詞／曲：Luis Fonsi、Erika Ender、Daddy Yankee                                          | 3                  | 14.89%             | 5                  | — |
| 5                       | 第二輪淘汰賽     | 2月9號   | 《來過我生命的你》       | 音頻怪物                 | 詞：嚴藝丹 曲：和匯慧、王梓同 編曲：陳 迪                                              | 6                  | 6.49%              | 5                  | 個人最低票率 前兩場總成績第4名 原曲為音頻怪物的《典獄司》，Rap由戈銳演唱 戲曲同Rap保留了原曲《典獄司》裡面的原版歌詞 |
| 6                       | 第二輪踢館賽     | 2月16號  | 《情人流浪記》           | MATZKA樂團               | 詞／曲：林班歌 編曲：Terence Teo、James Yeo                                            | 3                  | 16.86%             | 8                  | 後兩場總成績第5名 |
| 6                       | 第二輪踢館賽     | 2月16號  | 《流浪記》               | 巴 奈                    | 詞／曲：巴 奈 編曲：Terence Teo、James Yeo                                             | 3                  | 16.86%             | 8                  | 後兩場總成績第5名 |
| 7                       | 第三輪第一場     | 2月23號  | 《追夢人》               | 鳳飛飛                   | 詞／曲：羅大佑 編曲：曲世聰                                                            | 6                  | 10.16%             | 3                  | — |
| 8                       | 第三輪排位賽     | 3月9號   | 《在人間》               | 王建房                   | 詞：龍章建、嚴藝丹 曲：Rodney Jerkins、Andre Lindal、Lauren Christy 編曲：龍 隆、鄭 楠 | 7                  | 7.33%              | 3                  | 個人最低排名 |
| 9                       | 第三輪踢館淘汰賽 | 3月16號  | 《追夢赤子心》           | GALA樂團                 | 詞／曲：蘇 朵 編曲：紀 元、王娜娜                                                      | 3                  | 14.75%             | 4                  | 預投票第1名 兩場總成績第6名                                                                                          |
| 10                      | 第四輪排位賽     | 3月23號  | 《再見青春》             | 汪 峰                    | 詞／曲：汪 峰 編曲：龍 隆                                                              | 5                  | 12.37%             | 8                  | — |
| 11                      | 第四輪淘汰賽     | 3月30號  | 《漫步雲端》組曲         | 《漫步雲端》組曲         | 編曲：龍 隆                                                                            | 3                  | 16.23%             | 2                  | 兩場總成績第4名 晉級總決賽                                                                                           |
| 11                      | 第四輪淘汰賽     | 3月30號  | 《不害怕》               | 張韶涵                   | 詞：徐世珍 曲：Zac Maloy、Tommy Henriksen、Sofi Bonde                                  | 3                  | 16.23%             | 2                  | 兩場總成績第4名 晉級總決賽                                                                                           |
| 11                      | 第四輪淘汰賽     | 3月30號  | 《歐若拉》               | 張韶涵                   | 詞：施 立 曲：李天龍                                                                   | 3                  | 16.23%             | 2                  | 兩場總成績第4名 晉級總決賽                                                                                           |
| 11                      | 第四輪淘汰賽     | 3月30號  | 《不痛》                 | 張韶涵                   | 詞：黃韻如、陳懷恩 曲：陳懷恩                                                          | 3                  | 16.23%             | 2                  | 兩場總成績第4名 晉級總決賽                                                                                           |
| 11                      | 第四輪淘汰賽     | 3月30號  | 《遺失的美好》           | 張韶涵                   | 詞：姚若龍 曲：黃漢青                                                                  | 3                  | 16.23%             | 2                  | 兩場總成績第4名 晉級總決賽                                                                                           |
| 11                      | 第四輪淘汰賽     | 3月30號  | 《隱形的翅膀》           | 張韶涵                   | 詞／曲：王雅君                                                                         | 3                  | 16.23%             | 2                  | 兩場總成績第4名 晉級總決賽                                                                                           |
| 11                      | 第四輪淘汰賽     | 3月30號  | 《手心的太陽》           | 張韶涵                   | 詞：姚若龍 曲：彭康甡                                                                  | 3                  | 16.23%             | 2                  | 兩場總成績第4名 晉級總決賽                                                                                           |
| 12                      | 突圍賽           | 4月6號   | 首發歌手進入總決賽       | 首發歌手進入總決賽       | 首發歌手進入總決賽                                                                     | 首發歌手進入總決賽 | 首發歌手進入總決賽 | 首發歌手進入總決賽 | 首發歌手進入總決賽                                                                                                   |
| 13                      | 總決賽第一輪     | 4月13號  | 《花房姑娘》             | 崔 健                    | 詞／曲：崔 健 編曲：龍 隆、陳詩牧、楊 明                                               | 前七強             | 前七強             | 4                  | 幫唱嘉賓：毛不易 |
| 13                      | 總決賽第一輪     | 4月13號  | 《We Are the Champions》 | Queen                    | 詞／曲：Freddie Mercury 編曲：龍 隆、陳詩牧、楊 明                                     | 前七強             | 前七強             | 4                  | 幫唱嘉賓：毛不易 |
| 14                      | 2018金典之夜     | 4月20號  | 《寓言》                 | 張韶涵                   | 詞：王雅君 曲：小 安 編曲：鄭 偉                                                       | —                  | —                  | 2                  | 以組合形式與霍尊演出                                                                                                 |
| 14                      | 2018金典之夜     | 4月20號  | 《Liberian Girl》        | Michael Jackson          | 詞／曲：Michael Jackson 編曲：鄭 偉                                                    | —                  | —                  | 2                  | 以組合形式與霍尊演出                                                                                                 |

## 獎項

### 金曲獎
| 年份 | 重要獎項                       | 作品       | 結果 |
| ---- | ------------------------------ | ---------- | ---- |
| 2005 | 第16屆金曲獎最佳國語女演唱人獎 | 《歐若拉》 | 提名 |
| 2007 | 第18屆金曲獎最佳國語女歌手獎   | 《潘朵拉》 | 提名 |

### 金鐘獎
| 年份 | 重要獎項                         | 作品         | 結果 |
| ---- | -------------------------------- | ------------ | ---- |
| 2006 | 第41屆金鐘獎戲劇節目最佳女主角獎 | 《愛殺17》   | 提名 |
| 2008 | 第43屆金鐘獎戲劇節目最佳女主角獎 | 《公主小妹》 | 提名 |

### 其他
| 年份   | 獎項 |
| ------ | --- |
| 出道前 | - UBC情歌比賽-冠軍 - 中廣流行之星海外歌唱大賽-冠軍 |
| 2004年 | - 台灣2004Hito流行音樂獎獎年度票選-最受歡迎女新人獎 - 台灣三立完全娛樂第一屆勁爆金曲獎-最佳新人 - 香港無綫電視2004年度勁歌第一回-最受歡迎國語金曲獎 - 中國第六屆CCTV-MTV音樂盛典-台灣最具潛力歌手張韶涵 - 香港新城國語力2004年度新城國語-新勢力女歌手獎 - 台灣第三屆「MTV封神榜音樂獎」封神榜- TOP20人氣歌手 - 亞洲第四屆全球華語歌曲排行榜-最受歡迎新人 - 中國上海2004年度天地英雄榜校園票選頒獎典禮-新聲報導獎（年度新人） - 香港2004TVB8金曲榜頒獎典禮-最佳女新人金獎 - 香港2004TVB8金曲榜頒獎典禮- 10大金曲獎之一《寓言》 - 香港2004新城勁爆頒獎禮-海外新人王獎 - 中國第十一屆全球華語音樂榜中榜-台港最受歡迎新進歌手獎 - 中國第12屆中歌榜頒獎禮-最受歡迎台港地區歌曲獎《吶喊》 - 2004年度音樂先鋒榜頒獎典禮-最受歡迎女新人（台灣） - 第五屆百事音樂風雲榜-台港年度最新人 - 第五屆百事音樂風雲榜-台港十大金曲獎《寓言》 - 第五屆百事音樂風雲榜-台港十大金曲獎《歐若拉》 - 第4屆雪碧我的選擇中國原創音樂流行榜-台灣最優秀新人獎 - 第4屆雪碧我的選擇中國原創音樂流行榜-台港十大金曲獎《mama mama》 - 2004MusicRadio中國TOP排行榜-台港年度金曲《天邊》 - 2004MusicRadio中國TOP排行榜-音樂之聲推薦唱片《歐若拉》 - 2004MusicRadio中國TOP排行榜-台港最受歡迎新人 - 第五屆華語音樂傳媒大獎-新勢力大獎-張韶涵 |
| 2005年 | - 2005年度雪碧榜-台港金曲《手心的太陽》張韶涵 - 2005年度雪碧榜-台灣最佳演繹歌手獎 - 2005年度雪碧榜-最優秀合唱歌曲獎《如果的事》張韶涵、范瑋琪 - 第五屆華語音樂傳媒大獎—新勢力大獎-張韶涵 - 第五屆中國新唱片-新人獎 - 第十屆七彩金曲排行榜-最佳金曲《歐若拉》 - 第十屆七彩金曲排行榜-年度最佳專輯《歐若拉》 - 第十屆七彩金曲排行榜-年度最佳女歌手 - 2005 MusicRadio中國TOP排行榜-台港年度金曲《如果的事》 - 2005 MusicRadio中國TOP排行榜-台港年度金曲張韶涵《歐若拉》 - 2005 MusicRadio中國TOP排行榜-點播冠軍歌曲：張韶涵《歐若拉》 - 2005 MusicRadio中國TOP排行榜-台港最受歡迎女歌手 |
| 2006年 | - 2006 HITO流行音樂獎頒獎典禮-十大華語歌曲《歐若拉》 - 2006年度雪碧中國原創音樂流行榜季選-台港金曲獎：張韶涵《真的》 - 2006年度雪碧中國原創音樂流行榜季選-最具人氣歌手獎：張韶涵 - 2006年度雪碧中國原創音樂流行榜季選-優秀表現獎：張韶涵 - 2006 CCTV-MTV音樂盛典-台灣最受歡迎女歌手 - 2006星光大典-台港最受歡迎女歌手獎 - 第四十一屆台灣金鐘獎 入圍戲劇節目最佳女主角獎 張韶涵《愛殺17》 - 2006年度雪碧音樂榜-台港金曲獎：張韶涵《真的》 - 2006年度雪碧音樂榜-最優秀視像音樂獎：張韶涵《潘朵拉》 - 2006年度雪碧音樂榜-最受歡迎女歌手：台灣地區張韶涵 - 2006年第十三屆華語榜中榜頒獎-最受歡迎女歌手獎（台港部分） ：張韶涵 - 2006年第十三屆華語榜中榜頒獎-年度最佳歌曲獎（台港部分） ：張韶涵《隱形的翅膀》 - 2006MusicRadio中國TOP排行榜最受歡迎女歌手（台港）：張韶涵《潘朵拉》 - 2006MusicRadio中國TOP排行榜點播冠軍曲（台港）：張韶涵《隱形的翅膀》 |
| 2007年 | - 2007KKBox頒獎典禮-年度十大專輯《潘朵拉》 - 2007KKBox頒獎典禮-年度二十大單曲：《隱形的翅膀》張韶涵《潘朵拉》 - 2007KKBox頒獎典禮-年度數位發行：張韶涵《尋寶》 - 2007新加坡金曲獎-最佳演繹女歌手獎：張韶涵《夢裡花》 - 2007新加坡金曲獎-年度全方位藝人獎：張韶涵 - 2007新加坡金曲獎-年度舞台魅力獎：張韶涵 - 2007新加坡金曲獎-最炫專輯造型獎：張韶涵《夢裡花》 - 2007香港TVB8-最愛女歌手獎 - 2007香港TVB8-不痛-年度10大金曲 - 2007年MusicRadio中國TOP排行榜台港年度最佳女歌手-張韶涵 - 2007年第五屆特步東南勁爆音樂榜台港年度最佳女歌手-張韶涵 - 2007年雪碧我的選擇中國原創音樂流行榜-台港最受歡迎女歌手 - 2007年雪碧我的選擇中國原創音樂流行榜-傳媒推薦大獎 - 2007中歌榜-台港最受歡迎女歌手 - 2007中歌榜台港金曲獎：張韶涵《夢裡花》 - 2007年TVB金曲榜頒獎典禮-金曲獎張韶涵《不痛》 - 2007年TVB金曲榜頒獎典禮最受歡迎女歌手：張韶涵 |
| 2008年 | - 2008年風尚大典年度音樂偶像風尚人物：張韶涵 - 第四十三屆台灣金鐘獎 入圍戲劇節目女主角獎 張韶涵《公主小妹》 - 2008年Didadee大馬金曲獎年度最佳女歌手-張第六屆中國金唱片 - 2008年第六屆中國金唱片引進版類女演員獎：張韶涵 - 2008年百度娛樂沸點女藝人第8名張韶涵百度搜索：225,824,088次 - 2008年HITO流行音樂獎年度十大華語歌曲：張韶涵《不想懂得》 |
| 2009年 | - 2009年雪碧中國原創音樂流行榜最受歡迎台港女歌手-張韶涵 - 2009年雪碧中國原創音樂流行榜傳媒推薦大獎-張韶涵 - 2009年雪碧中國原創音樂流行榜台港年度金曲-張韶涵《不想懂得》 - 2009年中國樂享中華·美麗發現——新浪網絡盛典新中國60年專場獲最佳台港音樂人-張韶涵 - 2009年中國百度年度中文金曲榜上榜周数最多歌曲：張韶涵《白白的》 - 2009年中國QQ音樂年度十大金曲：張韶涵《看的最遠的地方》 - 2009年中國QQ音樂年度十大專輯：張韶涵《第五季》 - 2009年Hit FM 年度百大單曲：張韶涵《看的最遠的地方》《白白的》 - 2009年第五屆KKBOX數位音樂風雲榜十大專輯榜：第八名 張韶涵《第5季》 |
| 2010年 | - 2010年中國百度娛樂點最熱門十大金曲第四名：《非常完美》 - 2010年中國百度娛樂點年度最受歡迎國語第五名：《第5季》 - 2010年中國百度娛樂點年度最受歡迎唱歌曲：《非常完美》 - 2010年美國男性雜誌《COMPLEX Magazine》票選台灣十大性感女星之一 - 2010年雪碧中國原創流行榜台灣最受歡迎女歌手——張韶涵 - 2010年雪碧中國原創音樂流行榜全國DJ投票卓越表線大獎——張韶涵 - 2010年雪碧中國原創音樂流行榜港台金曲——白白的 - 2010年星周刊年度盤點十大港台最受歡迎女藝人——張韶涵 - 2010年星周刊年度盤點十大最受歡迎國語專輯——《第5季》 - 2010年福布斯中國名人榜完全榜單——張韶涵40名、收入26名、網絡搜索30名、報紙92名、雜誌電視91名 |
| 2012年 | - 第20屆中國歌曲排行榜年度最受歡迎女歌手：（港台及海外地區）張韶涵 - 第20屆中國歌曲排行榜年度最佳專輯：（港台及海外地區）張韶涵《有形的翅膀》 - 第20屆中國歌曲排行榜年度最佳編曲：DJ mobster《淋雨一直走》 - 第20屆中國歌曲排行榜年度金曲：《淋雨一直走》 - 2012年音樂先鋒榜港台十大先锋金曲：《最近好嗎》 - 2012年音樂先鋒榜最受欢迎先锋歌手五强-張韶涵 - 2012年音樂先鋒榜港台最受欢迎先锋歌手-張韶涵 - 2012年音樂先鋒榜23家电台联颁最佳专辑-張韶涵《有形的翅膀》 - 2012年度QQ音乐年终大盘点：年度歌手榜最热女歌手、年度专辑榜华语十大流行专辑《有形的翅膀》 - 2012年度蒙牛綠色心情中國TOP排行榜MusicRadio-十年飛躍大獎 - 2012年度蒙牛綠色心情中國TOP排行榜MusicRadio-年度傑出藝人 - 2012年度蒙牛綠色心情中國TOP排行榜MusicRadio-年度金曲：淋雨一直走 - 2012年度中國百度娛樂沸點-百度音樂10年飛躍成就歌手 |
| 2013年 | - 第九屆勁歌王金曲金榜-台灣最佳女歌手 - 第十三屆音樂風雲榜-港台最受歡迎女歌手 - 第17届全球華語榜中榜-最佳音樂演繹歌手 - 第17届全球華語榜中榜-最佳女歌手 - 第3屆全球流行音樂金榜-年度進榜最久專輯《有形的翅膀》 - hito流行音樂獎-舞台演繹 - hito流行音樂獎-好聲音 |
| 2014年 | - 第十四屆全球華語歌曲排行榜-年度最佳專輯《Angela Zhang》 - 第十四屆全球華語歌曲排行榜-年度最佳專輯製作人 - 第十四屆全球華語歌曲排行榜-最受歡迎歌手5強 - 第十四屆全球華語歌曲排行榜-最佳全能藝人 |
| 2017年 | - 第五屆音悅v榜-中國百度年度熱搜 - 第五屆音悅v榜-港台最佳女歌手 - 第7屆全球流行音樂金榜-年度最受歡迎女歌手 - 第7屆全球流行音樂金榜-年度20大金曲《不害怕》 - hito流行音樂獎-Hit Fm最具舞台風格大獎 - MusicRadio中國TOP排行榜-港台最佳女歌手 - 優德之夜•熱歌榜中榜-最熱門專輯 - 優德之夜•熱歌榜中榜-最佳歌手 - 優德之夜•熱歌榜中榜-最熱門女歌手 |
| 2018年 | - 流行金曲排行榜2018新声力量集结号-最流行•年度最佳女歌手 - 流行金曲排行榜2018新声力量集结号《领客LINK》杂志-2018年度最具影响力封面人物 |
| 2019年 | - 2018年度QQ音樂巅峰榜-十大港台歌手 - 2018年度QQ音樂巅峰榜-十大综藝單曲〈阿刁〉（Live） |
| 2020年 | 《因我而起》影展記錄： • 2020 LAFA洛杉磯電影獎-最佳MV • 2020 獲選紐霍普電影節放映片 • 2020 國際紐約電影節放映片 • 2020 阿根廷布宜諾艾利斯國際影展-最佳MV • 2020 義大利帕萊納國際影展放映片 • 2020 西班牙馬德里電影獎決選 • 2020 孟買短片國際電影節-最佳MV • 2020 PAMA巴黎藝術與電影獎-最佳特效獎獲獎；最佳MV獎入圍 • 2020 荷蘭海牙全球電影節（The Hague Global Cinema Festival）入圍 |
| 2024年 | - 第五屆騰訊音樂娛樂盛典-港台年度最佳女歌手 |
| 2025年 | - 第20屆KKBOX風雲榜-年度百大風雲歌手〈暮色迴響〉 |

## 外部連結
- 張韶涵的新浪微博
- YouTube上的張韶涵頻道
- 張韶涵的Facebook專頁
- 張韶涵的Instagram帳戶
- 張韶涵的X（前Twitter）
- 張韶涵的抖音短視頻 （页面存档备份，存于）
- 張韶涵的網易雲音樂主頁 （页面存档备份，存于）
- 張韶涵在互联网电影资料库（IMDb）上的資料（英文）
- 張韶涵在香港影庫上的簡介
- 張韶涵在豆瓣上的资料（简体中文）
- 張韶涵在时光网上的簡介（简体中文）

Template:聲臨其境